# Francesco di Paola Villadecani
Francesco di Paola Villadecani (22 de fevereiro de 1780 - 13 de junho de 1861) foi um cardeal da Igreja Católica que foi arcebispo de Messina de 1823 a 1861.

## Biografia
Ele nasceu em 22 de fevereiro de 1780 em Messina, Sicília, Itália . Em 1820 foi nomeado bispo titular de Orthosias em Caria. Em 25 de abril de 1823 foi eleito arcebispo de Messina e sua nomeação foi confirmada em 17 de novembro.
O Papa Gregório XVI o elevou ao posto de cardeal no consistório de 27 de janeiro de 1843, atribuindo-o como Cardeal Sacerdote a Santi Bonifacio ed Alessio . Em 1857 foi nomeado administrador apostólico sede plena na pessoa do teatino Giuseppe Maria Papardo the pack, bispo titular de Sinope.
Ele morreu em Messina em 13 de junho de 1861 com a idade de 81 anos e foi sepultado na Catedral de Messina, onde seu túmulo ainda pode ser visto.

## Link externo
- Sylwetka w słowniku biograficznym kardynałów Salvadora Mirandy {{{2}}}
- Catholic-Hierarchy {{{2}}}